# فهرست دولت‌های جمهوری اسلامی ایران
این فهرست دولت‌های جمهوری اسلامی ایران از انقلاب ۱۳۵۷ تا امروز را در بر دارد.

## فهرست
| کابینه                      | رئیس دولت                   | رئیس دولت                   | رئیس‌جمهور           | دوره             | دوره             | رهبر              |
| کابینه                      | رئیس دولت                   | رئیس دولت                   | رئیس‌جمهور           | آغاز             | پایان            | رهبر              |
| --------------------------- | --------------------------- | --------------------------- | ------------------- | ---------------- | ---------------- | ----------------- |
| دولت موقت                   | مهدی بازرگان                | نخست‌وزیر                    | —                   | ۱۵ بهمن ۱۳۵۷     | ۱۵ آبان ۱۳۵۸     | سید روح‌الله خمینی |
| هیئت دولت موقت شورای انقلاب | هیئت دولت موقت شورای انقلاب | هیئت دولت موقت شورای انقلاب | —                   | ۱۵ آبان ۱۳۵۸     | ۱۵ بهمن ۱۳۵۸     | سید روح‌الله خمینی |
| دولت اول                    | محمدعلی رجایی               | نخست‌وزیر                    | ابوالحسن بنی‌صدر     | ۱۵ بهمن ۱۳۵۸     | ۱ تیر ۱۳۶۰       | سید روح‌الله خمینی |
| شورای موقت                  | محمدعلی رجایی               | نخست‌وزیر                    | —                   | ۱ تیر ۱۳۶۰       | ۱۱ مرداد ۱۳۶۰    | سید روح‌الله خمینی |
| دولت دوم                    | محمدجواد باهنر              | نخست‌وزیر                    | محمدعلی رجایی       | ۱۱ مرداد ۱۳۶۰    | ۸ شهریور ۱۳۶۰    | سید روح‌الله خمینی |
| دولت موقت                   | محمدرضا مهدوی کنی           | نخست‌وزیر                    | —                   | ۸ شهریور ۱۳۶۰    | ۱۷ مهر ۱۳۶۰      | سید روح‌الله خمینی |
| دولت سوم                    | میرحسین موسوی               | نخست‌وزیر                    | سید علی خامنه‌ای     | ۱۷ مهر ۱۳۶۰      | ۱۳ شهریور ۱۳۶۴   | سید روح‌الله خمینی |
| دولت چهارم                  | میرحسین موسوی               | نخست‌وزیر                    | سید علی خامنه‌ای     | ۱۳ شهریور ۱۳۶۴   | ۲۵ مرداد ۱۳۶۸    | سید روح‌الله خمینی |
| دولت پنجم                   | اکبر هاشمی رفسنجانی         | اکبر هاشمی رفسنجانی         | اکبر هاشمی رفسنجانی | ۲۵ مرداد ۱۳۶۸    | ۱۲ مرداد ۱۳۷۲    | سید علی خامنه‌ای   |
| دولت ششم                    | اکبر هاشمی رفسنجانی         | اکبر هاشمی رفسنجانی         | اکبر هاشمی رفسنجانی | ۱۲ مرداد ۱۳۷۲    | ۱۲ مرداد ۱۳۷۶    | سید علی خامنه‌ای   |
| دولت هفتم                   | سید محمد خاتمی              | سید محمد خاتمی              | سید محمد خاتمی      | ۱۲ مرداد ۱۳۷۶    | ۱۲ مرداد ۱۳۸۰    | سید علی خامنه‌ای   |
| دولت هشتم                   | سید محمد خاتمی              | سید محمد خاتمی              | سید محمد خاتمی      | ۱۲ مرداد ۱۳۸۰    | ۱۲ مرداد ۱۳۸۴    | سید علی خامنه‌ای   |
| دولت نهم                    | محمود احمدی‌نژاد             | محمود احمدی‌نژاد             | محمود احمدی‌نژاد     | ۱۲ مرداد ۱۳۸۴    | ۱۲ مرداد ۱۳۸۸    | سید علی خامنه‌ای   |
| دولت دهم                    | محمود احمدی‌نژاد             | محمود احمدی‌نژاد             | محمود احمدی‌نژاد     | ۱۲ مرداد ۱۳۸۸    | ۱۲ مرداد ۱۳۹۲    | سید علی خامنه‌ای   |
| دولت یازدهم                 | حسن روحانی                  | حسن روحانی                  | حسن روحانی          | ۱۲ مرداد ۱۳۹۲    | ۱۲ مرداد ۱۳۹۶    | سید علی خامنه‌ای   |
| دولت دوازدهم                | حسن روحانی                  | حسن روحانی                  | حسن روحانی          | ۱۲ مرداد ۱۳۹۶    | ۱۲ مرداد ۱۴۰۰    | سید علی خامنه‌ای   |
| دولت سیزدهم                 | سید ابراهیم رئیسی           | سید ابراهیم رئیسی           | سید ابراهیم رئیسی   | ۱۲ مرداد ۱۴۰۰    | ۳۰ اردیبهشت ۱۴۰۳ | سید علی خامنه‌ای   |
| دولت سیزدهم                 | محمد مخبر                   | محمد مخبر                   | —                   | ۳۰ اردیبهشت ۱۴۰۳ | ۷ مرداد ۱۴۰۳     | سید علی خامنه‌ای   |
| دولت چهاردهم                | مسعود پزشکیان               | مسعود پزشکیان               | مسعود پزشکیان       | ۷ مرداد ۱۴۰۳     | متصدی            | سید علی خامنه‌ای   |